# 仁钦道尔吉
仁钦道尔吉（1936年2月26日—），蒙古族，内蒙古巴林右旗人，中国社会科学院民族文学研究所研究员，中国社会科学院荣誉学部委员。1960年毕业于蒙古乔巴山大学。